# Karim Boutadjine
Karim Abdel Boutadjine (ur. 23 marca 1989 w Argenteuil) – francuski piłkarz algierskiego pochodzenia grający na pozycji środkowego napastnika.